# 정읍초등학교
정읍초등학교는 대한민국 전북특별자치도 정읍시에 있는 공립 초등학교이다.

## 학교 연혁
- 1999. 08. 06 정읍초등학교 설립
- 2003. 09. 01 정읍초등학교 개교(9학급 , 학생수 249명)
- 2003. 09. 01 초대 박현섭 교장 부임
- 2003. 11. 11 개교식 거행
- 2004. 03. 01 12학급 편성(남 166, 여 170, 계 336명)
- 2004. 03. 01 전북교육청 지정 에너지절약 연구학교 운영
- 2004. 03. 01 병설유치원 1학급 설립
- 2005. 03. 01 13학급 편성(남 192, 여 185, 계 377명)
- 2005. 03. 01 제2대 이천구 교장 부임
- 2005. 11. 17 전북교육청 에너지절약 연구학교 공개
- 2006. 03. 01 14학급 편성(남 221, 여 200, 계 421)
- 2008. 02. 15 제4회 졸업식(남 38, 여 25, 계 63명, 누계 179명)
- 2008. 03. 01 15학급 편성(남 231, 여 209, 계 440명)
- 2009. 02. 13 제5회 졸업식(남 39명, 여26명, 계 65명, 누계 244명)
- 2009. 03. 01 제3대 곽재기 교장 부임
- 2009. 03. 01 17학급 편성(남 231명, 여229명, 계460명)
- 2010. 02. 10 제6회 졸업식 ( 남 22 여 29 누계 295명)
- 2010. 03. 01 19학급 편성 ( 남 252 여 237 총 489명)
- 2011. 02. 10 제7회 졸업식 ( 남 34 여 19 누계 348명)
- 2011. 03. 01 18학급 편성 ( 남 241 여 259 총 500명)
- 2012. 02. 10 제8회 졸업식 ( 남 32 여 33 누계 413명)
- 2012. 03. 01 18학급 편성 ( 남 232 여 257 총 489명)
- 2013. 02. 14 제9회 졸업식(남26명 여42명 누계 481)
- 2013. 03. 01 20학급 편성(남240명 여253명 총 493명)
- 2013. 09. 01 제4대 전호열 교장 부임
- 2014. 02. 14 제10회 졸업식(남 47명 여 30명 누계 558명)
- 2014. 03. 01 21학급 편성(남 237명 여 258명 계 495명)
- 2015. 02. 13 제11회 졸업식 남 46 여 35 누계639명)
- 2015. 03. 01 제5대 최영옥 교장선생님 부임
- 2015. 03. 01 17학급 편성(남 216명 여 217명 계 433명)

## 참고 자료
- 정읍초등학교 - 한국교육학술정보원 학교알리미